# Бетим
Бетим (порт. Betim) град је у Бразилу у савезној држави Минас Жераис. Према процени из 2007. у граду је живело 415.098 становника.

## Становништво
Према процени из 2007. у граду је живело 415.098 становника.
| 1991.   | 2000.   |
| ------- | ------- |
| 170,934 | 306,675 |